# Brian Ferneyhough
Brian John Peter Ferneyhough (Coventry, 16 de enero de 1943), es un compositor inglés de música académica y de ópera. Es catedrático de Composición y Teoría musical en la Universidad Stanford.

## Biografía
Brian Ferneyhough estudió en el Birmingham School of Music y más tarde en la Royal Academy of Music de Londres en 1966-67.
En 1968, Ferneyhough ganó una beca Mendelssohn y se trasladó al continente para estudiar con Ton de Leeuw en Ámsterdam, Holanda, y posteriormente con Klaus Huber en Basilea, Suiza. Desde 1999, es profesor de música en la Universidad de Stanford, Estados Unidos.
Ferneyhough se aproximó mucho a la escuela de composición Nueva Complejidad, caracterizada por su extensión de la tendencia modernista hacia la formalización (particularmente como en el serialismo integral). El estilo de composición de Ferneyhough, de cualquier modo, rechaza el serialismo y otros métodos "generativos" de composición; prefiere en su lugar utilizar sistemas solo para crear material y restricciones formales, mientras la realización parece ser más espontánea. De forma distinta a otros compositores más inclinados a lo formal, Ferneyhough habla a menudo de su música como si se tratara de ir creando energía y entusiasmo en lugar de ir plasmando un esquema abstracto.
Sus partituras son muy exigentes técnicamente para los intérpretes: incluso en ocasiones, como en el caso de Unity Capsule, para flauta sola, tiene secciones tan detalladas que es prácticamente imposible ejecutarlas de forma completa. Aunque es común la creencia de que Ferneyhough pretende restringir las posibilidades interpretativas al estipular todo con tanta precisión, su auténtico propósito es dejar al intérprete libertad creativa para decidir en qué aspectos concentrar su esfuerzo y qué elementos omitir.
Como el mismo compositor reconoce, muchos intérpretes han renunciado a incluir obras suyas en su repertorio debido al gran esfuerzo y compromiso que requiere aprender a tocarlas y a la percepción de que pueden lograrse efectos similares mediante la improvisación. No obstante, sus composiciones tienen importantes defensores, entre los cuales están el Cuarteto Arditti, el Nieuw Ensemble y el Exaudi Vocal Ensemble.
Una de sus últimas obras, la ópera Shadowtime, con un libreto de Charles Bernstein, y basada en la vida del filósofo alemán Walter Benjamin, fue estrenada en Múnich, Alemania el 25 de mayo de 2004 y registrada en CD en 2005.
Es fellow de la Royal Academy of Music desde 1998. Ferneyhough ha recibido el «Premio Ernst von Siemens» de 2007 de música, en reconocimiento a la importancia de su carrera.
Como profesor, tuvo alumnos como Kaija Saariaho y María Eugenia Luc.

## Catálogo de obras
| Año       | Obra | Tipo de obra                    | Duración |
| 1965      | Sonatina, para 3 clarinetes y fagot | Música instrumental             | 06:30    |
| 1965      | Prometheus, para 6 instrumentos de viento (rev. 1966-67) | Música instrumental             | 23:00    |
| 1965      | Four Miniatures, para flauta y piano | Música instrumental             | 23:00    |
| 1966      | Sonata for Two Pianos | Música solista (2 pianos)       | 14:00    |
| 1966      | Coloratura, para oboe y piano | Música instrumental             | 07:00    |
| 1966      | Epigrams, para piano | Música solista (piano)          | 07:00    |
| 1966-2002 | Two Marian Motets [1. Ave mater gloriosa salvatoris - 2. Alma redemptoris mater], for 2 Sop soli – Chorus SSAATTBB | Música coral                    | -        |
| 1966-67   | Three Pieces, para piano | Música solista (piano)          | 15:00    |
| 1967      | Cuarteto de cuerda nº 1 | Música de cámara (cuarteto)     | -        |
| 1967      | Sonatas para cuarteto de cuerda | Música de cámara (cuarteto)     | 42:00    |
| 1968      | Epicycle para veinte instrumentos de cuerda (6 violines, 6 violas, 6 violonchelos, 2 contrabajos) | Música instrumental             | 15:00    |
| 1969-70   | Missa Brevis, para 12 voces mixtas | Música coral                    | 13:00    |
| 1969-71   | Firecycle Beta para dos pianos y orquesta con amplificación, para grupos de cámara | Música orquestal                | 23:00    |
| 1969-80   | Funérailles, para siete cuerdas y arpa (rev. en 1977 Funerailles II) | Música instrumental             | 23:00    |
| 1970      | Cassandra's Dream Song para flauta | Música solista (flauta)         | 10:00    |
| 1970      | Sieben Sterne, para órgano (2 asistentes) | Música solista (órgano)         | 15:00    |
| 1971-77   | Time and Motion Study I, para clarinete bajo | Música solista (clarinete)      | 09:00    |
| 1972-75   | Transit, para seis voces solistas con amplificación y ensamble | Música instrumental             | 45:00    |
| 1973-76   | Time and Motion Study II para violonchelo y música electrónica | Música solista (violonchelo)    | 17:00    |
| 1974      | Time and Motion Study III, para 6 voces, percusión y electrónica | Música vocal                    | 23:00    |
| 1975-76   | Unity Capsule para flauta | Música solista (flauta)         | 14:00    |
| 1976-79   | La terre ett un homme, para gran orquesta | Música orquestal                | 15:00    |
| 1979-80   | Cuarteto de cuerda nº 2 | Música de cámara (cuarteto)     | 11:30    |
| 1981      | Lemma-Icon-Epigram para piano. | Música solista (piano)          | 14:00    |
| 1981      | Superscriptio – Carceri d'Invenzione I, para flauta piccolo | Música solista (flauta)         | 05:30    |
| 1981-87   | The Carceri d'Invenzione Cycle para conjunto (pueden ser tocadas individualmente las piezas del ciclo) | Música instrumental             | -        |
| 1982      | Carceri d'Invenzione I, para pequeña orquesta | Música orquestal                | 12:00    |
| 1982-86   | Etudes Transcendantales/Intermedio II (texts by Ernst Meister, Alrun Moll), para conjunto (soprano, flauta, oboe, chelo, clavecín) | Música instrumental             | 27:00    |
| 1983      | Adagissimo, para cuarteto de cuerda | Música de cámara (cuarteto)     | 01:45    |
| 1983-85   | Carceri d'Invenzione II para flauta y pequeña orquesta | Música orquestal (concertante)  | 14:00    |
| 1983-89   | Kurze Schatten I, for solo guitarra [Sombras Cortas I] | Música solista (guitarra)       | 14:00    |
| 1984      | Carceri d'Invenzione IIb para flauta | Música solista (flauta)         | 10:00    |
| 1986      | Carceri d'Invenzione III para conjunto | Música instrumental             | 11:10    |
| 1986      | Mnemosyne – Carceri d'Invenzione VII, para flauta bajo y cinta grabada | Música solista (flauta)         | 10:30    |
| 1986      | Intermedio alla Ciaccona – Carceri d'Invenzione III, para solo violín. | Música solista (violín)         | 07:30    |
| 1987      | Fanfare for Klaus Huber para dos percusionistas | Música instrumental (percusión) | 01:00    |
| 1987      | Cuarteto de cuerda nº 3 | Música de cámara (cuarteto)     | 18:00    |
| 1987      | Carceri d'Invenzione IIc, para flauta y cinta grabada | Música solista (flauta)         | 10:00    |
| 1983-89   | Kurze Schatten II, para guitarra [Sombras Cortas II] | Música solista (guitarra)       | 14:00    |
| 1988      | La chute d'Icare para clarinete y orquesta de cámara | Música orquestal (concertante)  | 10:30    |
| 1989      | Trittico per G.S., para doble bajo | Música solista (doble bajo)     | 08:30    |
| 1989-90   | Cuarteto de cuerda nº 4 (texto de Jackson Mac Low), para cuarteto de cuerda y soprano | Música de cámara (cuarteto)     | 18:00    |
| 1990      | Mort Subite, para conjunto | Música instrumental             | 02:00    |
| 1991      | Bone Alphabet, para percusión solista | Música instrumental (percusión) | 11:30    |
| 1994      | On Stellar Magnitudes para mezzo-soprano y conjunto (Fl, Cl, Pf, Vln, Vc). | Música vocal (instrumentos)     | 11:00    |
| 1995      | Trío de cuerda | Música de cámara (trío)         | 23:00    |
| 1996-1997 | Allgebrah para conjunto (Solo Oboe, 4Vln, 2Vla, 2Vc, Cb) | Música instrumental             | 14:00    |
| 1996      | Incipits, para viola | Música solista (viola)          | 10:30    |
| 1997      | Flurries, para conjunto | Música instrumental             | 09:30    |
| 1997-99   | Unsichtbare Farben, para violín | Música solista (violín)         | 09:30    |
| 1999-2004 | Shadowtime (Acción escénica/ópera, libreto de Charles Bernstein), para alta soprano, soprano, alto, barítono en falsetto, barítono, narrador, 12 voces mixtas, guitarra, piano, pequeña orquesta (cada una de las siete escenas puede ser interpretada separadamente) | Música de ópera                 | 125:00   |
| 1999-2000 | The Doctrine of Similarity, para coro e instrumentos (Escena 3 de Shadowtime; puede ser interpretada separadamente) | Música coral (instrumentos)     | 25:00    |
| 1998-2000 | Opus Contra Naturam (pianist also speaks) (Escena 4 de Shadowtime; puede ser interpretada separadamente), para piano | Música solista (piano)          | 18:00    |
| 2001      | In Nomine à 3, para piccolo, oboe y clarinete | Música instrumental             | 02:00    |
| 2001      | Stelæ for Failed Time, para 12 mixed voices, tape (Escena 7 de Shadowtime; puede ser interpretada separadamente) | Música vocal                    | -        |
| 2001-02   | New Angels/Transient Failure, para high soprano, soprano, alto, falsetto baritone, baritone, 12 mixed voices, small orchestra (18 players) (Escena 1 de Shadowtime; puede ser interpretada separadamente)                                                             | Música vocal (orquesta)         | -        |
| 2003      | Seven Tableaux Vivants depicting the Angel of History as Melancholia, para speaker, small orchestra (15 players) (Escena 6 de Shadowtime; puede ser interpretada separadamente)                                                                                       | Música vocal (orquesta)         | -        |
| 2003-04   | Les Froissements des Ailes de Gabriel, para guitarra y conjunto de cámara. (Escena 2 de Shadowtime; puede ser interpretada separadamente) | Música instrumental             | -        |
| 2004-05   | Maison Noires, para conjunto (22 ejecutantes) | Música instrumental             | -        |
| 2004      | No time (at all), para dos guitarras | Música solista (guitarra)       | 09:00    |
| 2005      | O Lux, para diez instrumentos | Música instrumental             | 05:00    |
| 2005      | Cuarteto de cuerda nº 5 | Música de cámara (cuarteto)     | 13:20    |
| 2006      | Plötzlichkeit | Música orquestal                | 19:56    |
| 2008      | Chronos-Aion | Música instrumental             | 28:00    |
| 2010      | Cuarteto de cuerda nº 6 | Música de cámara (cuarteto)     | 23:50    |